# Afrikaspiele 2019/Leichtathletik – Hammerwurf der Frauen
Der Hammerwurf der Frauen bei den Afrikaspielen 2019 fand am 27. August im Stade Moulay Abdallah in Rabat statt.
16 Hammerwerferinnen aus elf Ländern nahmen an dem Wettbewerb teil. Die Goldmedaille gewann Lætitia Bambara mit 65,28 m, Silber ging an Temi Ogunrinde mit 64,68 m und die Bronzemedaille gewann Oyesade Adetola Olatoye mit 63,97 m.

## Rekorde
| Weltrekord        | Anita Włodarczyk | 82,98 m | Warschau, Polen                             | 28. August 2016    |
| Rekord der Spiele | Lætitia Bambara  | 66,91 m | Afrikaspiele in Brazzaville, Republik Kongo | 14. September 2015 |

## Ergebnis
27. August 2019, 17:00 Uhr
| Platz | Athletin                 | Land           | 1. Versuch | 2. Versuch | 3. Versuch | 4. Versuch                                  | 5. Versuch                                  | 6. Versuch                                  | Weite (m) |
| ----- | ------------------------ | -------------- | ---------- | ---------- | ---------- | ------------------------------------------- | ------------------------------------------- | ------------------------------------------- | --------- |
|       | Lætitia Bambara          | Burkina Faso   | 58,04      | 61,49      | x          | 64,03                                       | 59,77                                       | 65,28                                       | 65,28     |
|       | Temi Ogunrinde           | Nigeria        | 64,68      | x          | 63,18      | 61,92                                       | 62,42                                       | x                                           | 64,68     |
|       | Oyesade Olatoye          | Nigeria        | 60,21      | 61,99      | x          | x                                           | x                                           | 63,97                                       | 63,97     |
| 4     | Zouina Bouzebra          | Algerien       | 61,32      | 58,85      | 62,79      | x                                           | 63,34                                       | x                                           | 63,34     |
| 5     | Queen Funmilayo Obisesan | Nigeria        | 61,82      | 61,41      | 61,33      | 60,56                                       | x                                           | 57,91                                       | 61,82     |
| 6     | Rawan Barakat            | Ägypten        | 60,45      | 60,60      | 59,74      | 60,93                                       | 61,17                                       | 60,73                                       | 61,17     |
| 7     | Margo Chene Pretorius    | Südafrika      | x          | x          | 58,34      | 53,29                                       | 60,30                                       | x                                           | 60,30     |
| 8     | Soukaina Zakkour         | Marokko        | 58,52      | 59,48      | 59,54      | x                                           | 57,58                                       | x                                           | 59,54     |
| 9     | Samira Addi              | Marokko        | 54,83      | 57,33      | x          | nicht im Finale der besten acht Werferinnen | nicht im Finale der besten acht Werferinnen | nicht im Finale der besten acht Werferinnen | 57,33     |
| 10    | Marga Cumming            | Südafrika      | x          | 55,57      | x          | nicht im Finale der besten acht Werferinnen | nicht im Finale der besten acht Werferinnen | nicht im Finale der besten acht Werferinnen | 55,57     |
| 11    | Jennifer Batu            | Republik Kongo | x          | x          | 54,04      | nicht im Finale der besten acht Werferinnen | nicht im Finale der besten acht Werferinnen | nicht im Finale der besten acht Werferinnen | 54,04     |
| 12    | Fatou Diocou             | Senegal        | 51,95      | x          | x          | nicht im Finale der besten acht Werferinnen | nicht im Finale der besten acht Werferinnen | nicht im Finale der besten acht Werferinnen | 51,95     |
| 13    | Juliane Clair            | Mauritius      | x          | 47,90      | 45,91      | nicht im Finale der besten acht Werferinnen | nicht im Finale der besten acht Werferinnen | nicht im Finale der besten acht Werferinnen | 47,90     |
| 14    | Roselyn Rakamba          | Kenia          | 47,61      | x          | 46,48      | nicht im Finale der besten acht Werferinnen | nicht im Finale der besten acht Werferinnen | nicht im Finale der besten acht Werferinnen | 47,61     |
| 15    | Lucy Anyango Omondi      | Kenia          | 44,96      | 47,37      | 47,52      | nicht im Finale der besten acht Werferinnen | nicht im Finale der besten acht Werferinnen | nicht im Finale der besten acht Werferinnen | 47,52     |
| 16    | Emilie Dia               | Mali           | 42,82      | x          | 43,64      | nicht im Finale der besten acht Werferinnen | nicht im Finale der besten acht Werferinnen | nicht im Finale der besten acht Werferinnen | 43,64     |

Zeichenerklärung:
– = Versuch ausgelassen, x = Fehlversuch